# Euzebiusz Wieczorek
Euzebiusz Franciszek Wieczorek OFM (ur. 14 sierpnia 1931 w Rybniku, zm. 13 lutego 1964 w Katowicach) − polski franciszkanin, teolog skotysta, rekolekcjonista.

## Życiorys
Urodził się w polskiej rodzinie Hermana i Emilii z domu Pierchata 14 sierpnia 1931 w Rybniku. W 1945 wstąpił do niższego seminarium duchownego prowadzonego przez franciszkanów w Nysie. Do zakonu wstąpił 14 września 1948 w klasztorze w Katowicach-Panewnikach. Odbywał go pod okiem przyszłego prowincjała o. Teofila Zawieji OFM. Studia filozoficzne ukończył w klasztorze w Opolu, teologię studiował w Katowicach-Panewnikach. Święcenia kapłańskie otrzymał 6 lutego 1955 z rąk biskupa chełmińskiego Bernarda Czaplińskiego.
Został wysłany na studia doktoranckie na Katolicki Uniwersytet Lubelski, razem z o. Damianem Szojdą. W 1959 uzyskał licencjat z teologii i został wykładowcą w organizującym się Wyższym Seminarium Duchownym Braci Mniejszych w Katowicach. Otworzył przewód doktorski, będąc jednocześnie zaangażowanym w pracę duszpasterską. Pracę doktorską obronił w styczniu 1961. Wielkie poświęcenie sprawom duszpasterstwa i pobożność zostały zauważone przez rzesze wiernych. Był spowiednikiem w wielu żeńskich domach zakonnych i kierownikiem duchowym, m.in. tercjarzy franciszkańskich. Był wątłego zdrowia i ciągle chorował. O. Wieczorek zmarł w opinii świętości w Szpitalu im. Ludwika Rydygiera w Katowicach 13 lutego 1964. Został pochowany w kwaterze franciszkanów na cmentarzu komunalnym przy ul. Panewnickiej w Katowicach-Ligocie.
Należał do Prowincji Wniebowzięcia Najświętszej Maryi Panny Zakonu Braci Mniejszych w Katowicach.

## Publikacje
- 1950 − nieopublikowany rękopis Mariologia. Wykłady
- 1976 − Apostolstwo dobroci (kazania franciszkańskie), Katowice
- 2002 − Nauka Jana Dunsa Szkota o roli miłości Bożej w planie stworzenia i zbawienia, Katowice-Lublin, ISBN 83-85214-51-8